# OSS 117 minaccia Bangkok
OSS 117 minaccia Bangkok (Banco à Bangkok pour OSS 117) è un film del 1964 diretto da André Hunebelle, tratto dalla novella Lila di Calcutta di Jean Bruce.

## Trama
Un'improvvisa epidemia di peste invade la Thailandia. A Bangkok, l'agente Lemmon, l'incaricato dei servizi segreti americani per scoprire il mistero viene assassinato. Al suo posto viene chiamato Hubert Burton. Aiutato da Sonsak, un impiegato dell'albergo in cui alloggia, scopre che vi è immischiato il dottor Sinn. Conosce quest'ultimo e la sua affascinante sorella, Lila, che inizia a corteggiare, a una festa. La ragazza fa visita a Burton, tenta di addormentarlo con una pastiglia di sonnifero messa in una bevanda; lui se ne accorge, fa finta di bere e sta al gioco, fingendo di sentirsi male. Viene trasportato in un laboratorio fuori città, dove ad attenderlo è lo scienziato Akhom. Mentre questi cerca  di legarlo ad una macchina della verità, Burton lo colpisce e lo lega al suo posto. Con l'aiuto dell'efficacissima macchina si fa dire cosa c'è sotto la misteriosa epidemia. La notizia è sconcertante: una setta segreta denominata "Il popolo eccelso", guidata dal dottor Sinn, con lo scopo genocida di "eliminare le razze parassite che vittime della loro follia atomica rischiano di annientare il mondo intero" tramite la diffusione del virus della peste. Burton si reca così al laboratorio di Sinn; scopre che il mezzo di diffusione del morbo sono migliaia di topi appositamente infettati. Viene catturato dalle guardie e adagiato su un lettino, con lo scopo di iniettargli il virus e rispedirlo negli Stati Uniti. In suo soccorso viene Lila, nel frattempo pentita e innamoratasi di lui, e assieme uccidono il dottore e distruggono il laboratorio. Il mondo è salvo.

## Produzione
Il film è una co-produzione italofrancese prodotto dalle case DA.MA Films (Italia) e P.A.C. e C.I.C.C. (Francia).
Il luogo delle riprese è stato Bangkok.

## Distribuzione
Uscì in Francia il 12 giugno 1964 distribuito da S.N. Prodis e in Italia il 29 agosto dalla Dear-United Artist.